# Mangua otira
Mangua otira är en spindelart som beskrevs av Forster 1990. Mangua otira ingår i släktet Mangua och familjen Synotaxidae. Inga underarter finns listade i Catalogue of Life.